# Bodický rybník
Bodický rybník je chráněný areál v katastrálním území Bodice města Liptovský Mikuláš v okrese Liptovský Mikuláš v Žilinském kraji na Slovensku. Území bylo vyhlášeno v roce 1952 a jeho rozloha je 18,57 hektaru. Předmětem ochrany je zachovalá část typické liptovské podhorské krajiny s lučními společenstvy.